# Madarus
Madarus är ett släkte av skalbaggar. Madarus ingår i familjen vivlar.

## Dottertaxa tillMadarus, i alfabetisk ordning[1]
- Madarus ampelopsis
- Madarus astutus
- Madarus barbatulus
- Madarus bilineatus
- Madarus binotatus
- Madarus biplagiatus
- Madarus bisignatus
- Madarus bistrigellus
- Madarus bisulcatus
- Madarus brevilinea
- Madarus chapadae
- Madarus chiriquensis
- Madarus clavipes
- Madarus comma
- Madarus conicicollis
- Madarus cornix
- Madarus corvinus
- Madarus crassirostris
- Madarus cribriventris
- Madarus distigma
- Madarus ebenus
- Madarus eutoxoides
- Madarus exaratus
- Madarus excavatus
- Madarus fusiformis
- Madarus heterosternus
- Madarus illustris
- Madarus impressirostris
- Madarus laticollis
- Madarus latus
- Madarus longipes
- Madarus lucidus
- Madarus macrogrammus
- Madarus migrator
- Madarus mirandillae
- Madarus nemorosus
- Madarus oblongus
- Madarus ochreoguttatus
- Madarus parensis
- Madarus pectoralis
- Madarus productus
- Madarus quadripustulatus
- Madarus rectirostris
- Madarus reductus
- Madarus scaphiiformis
- Madarus scutellatus
- Madarus signatus
- Madarus singularis
- Madarus tarsalis
- Madarus tremulus
- Madarus tumefactus
- Madarus undulatus
- Madarus velatipes
- Madarus vernicatus
- Madarus vitiosus
- Madarus vitis
- Madarus vividus
- Madarus vorticosus